# Alcadozo
Alcadozo es un municipio español situado al sureste de la península ibérica, en la provincia de Albacete, dentro de la comunidad autónoma de Castilla-La Mancha y en la comarca de la Sierra de Alcaraz. En 2020 contaba con 647 habitantes, según datos del INE. Se encuentra a 42 km de la capital provincial.
A Alcadozo pertenecen las pedanías de Casasola, Fuente del Pino, La Herrería, La Molata, El Molinar, Santa Ana y los caseríos de La Jara y La Quebrada.

## Geografía
- Altitud: 925 m s. n. m.
- Extensión: 99,58 km²
- Posición: 38°38′56″N 1°58′53″O / 38.64889, -1.98139
- Límites: Peñas de San Pedro, Casas de Lázaro, Ayna, Liétor, Pozohondo y Peñascosa, todos ellos de la provincia de Albacete.

## Historia
Fue creado como entidad municipal en febrero de 1847.

## Geografía humana

### Demografía
Cuenta con una población de 641 habitantes (INE 2024).
| Gráfica de evolución demográfica de Alcadozo entre 1857 y 2021 |
| |
| Población de derecho según los censos de población del INE Población de hecho según los censos de población del INEEntre el censo de 1857 y el anterior, aparece este municipio porque se segrega del municipio 02060 (Peñas de San Pedro) el 11.02.1847 |

### Población por núcleos
Desglose de población según el Padrón Continuo por Unidad Poblacional del INE.
| Núcleos         | Habitantes (2015) | Varones | Mujeres |
| --------------- | ----------------- | ------- | ------- |
| Alcadozo        | 639               | 334     | 305     |
| Casasola        | 9                 | 4       | 5       |
| Fuente del Pino | 9                 | 6       | 3       |
| La Herrería     | 28                | 18      | 10      |
| La Molata       | 4                 | 3       | 1       |
| Molinar         | 2                 | 2       | 0       |
| Santa Ana       | 8                 | 5       | 3       |

### Economía

#### Evolución de la deuda viva
El concepto de deuda viva contempla sólo las deudas con cajas y bancos relativas a créditos financieros, valores de renta fija y préstamos o créditos transferidos a terceros, excluyéndose, por tanto, la deuda comercial.
| Gráfica de evolución de la deuda viva del ayuntamiento entre 2008 y 2014                             |
| |
| Deuda viva del ayuntamiento en miles de Euros según datos del Ministerio de Hacienda y Ad. Públicas. |

La deuda viva municipal por habitante en 2014 ascendía a 872,04 €.

## Administración
Pertenece al partido judicial de Albacete.

## Patrimonio, monumentos y lugares de interés
Como monumentos se pueden reseñar la Ermita de la Abuela Santa Ana y la antigua Ermita de Nuestra Señora de la Concepción de Alcadozo, ambas del siglo XVIII (se citan ya en el catrastro del marqués de la Ensenada de 1753). La antigua ermita de Alcadozo vendría a ser lo que corresponde a la nave menor de la actual iglesia y que es justamente donde han aparecido pinturas murales. 
La Ermita de la Purísima de la Fuente del Pino, aunque no hay referencias documentadas, posiblemente data del siglo XVII. Actualmente se encuentra totalmente restaurada, pero todavía perdura el campanario y su campana, en la que podemos leer la fecha de 1677.
Como lugar más singular del término cabe destacar el Molar Gordo o Molar del Molinar, catalogado como yacimiento de cultura argárica (II milenio a. C.)
El resto de patrimonio es natural, como la inmensa Carrasca de la Vaca, un "monumento" de más de mil años y el majestuoso Pino del Guapero que supera los quinientos años, así como el conjunto de fuentes y manantiales, que nacen en el término. Resulta particularmente llamativo que se localicen más de diez cuevas, en un abanico de menos de cuatro kilómetros desde Alcadozo, muchas de ellas catalogadas como yacimientos arqueológicos. Se incluyen también, a modo de inventario, las construcciones de piedra seca como pozos, cucos, corrales, hornos y caleras, así como otros lugares de interés.
- Iglesias y ermitas (5)
  - Iglesia de la Purísima de Alcadozo (1902)
  - Ermita de la Abuela Santa Ana (ubicada entre rocas a 1200 metros de altitud)
  - Ermita de La Purísima de la Fuente del Pino
  - Ermita de Jesús de Medinaceli (en Las Norias)
  - La Cruz del Misionero (ubicada a medio camino entre Santa Ana y Fuente del Pino. Durante un tiempo, un misionero estuvo diciendo misa para las dos aldeas)

- Árboles singulares (11)

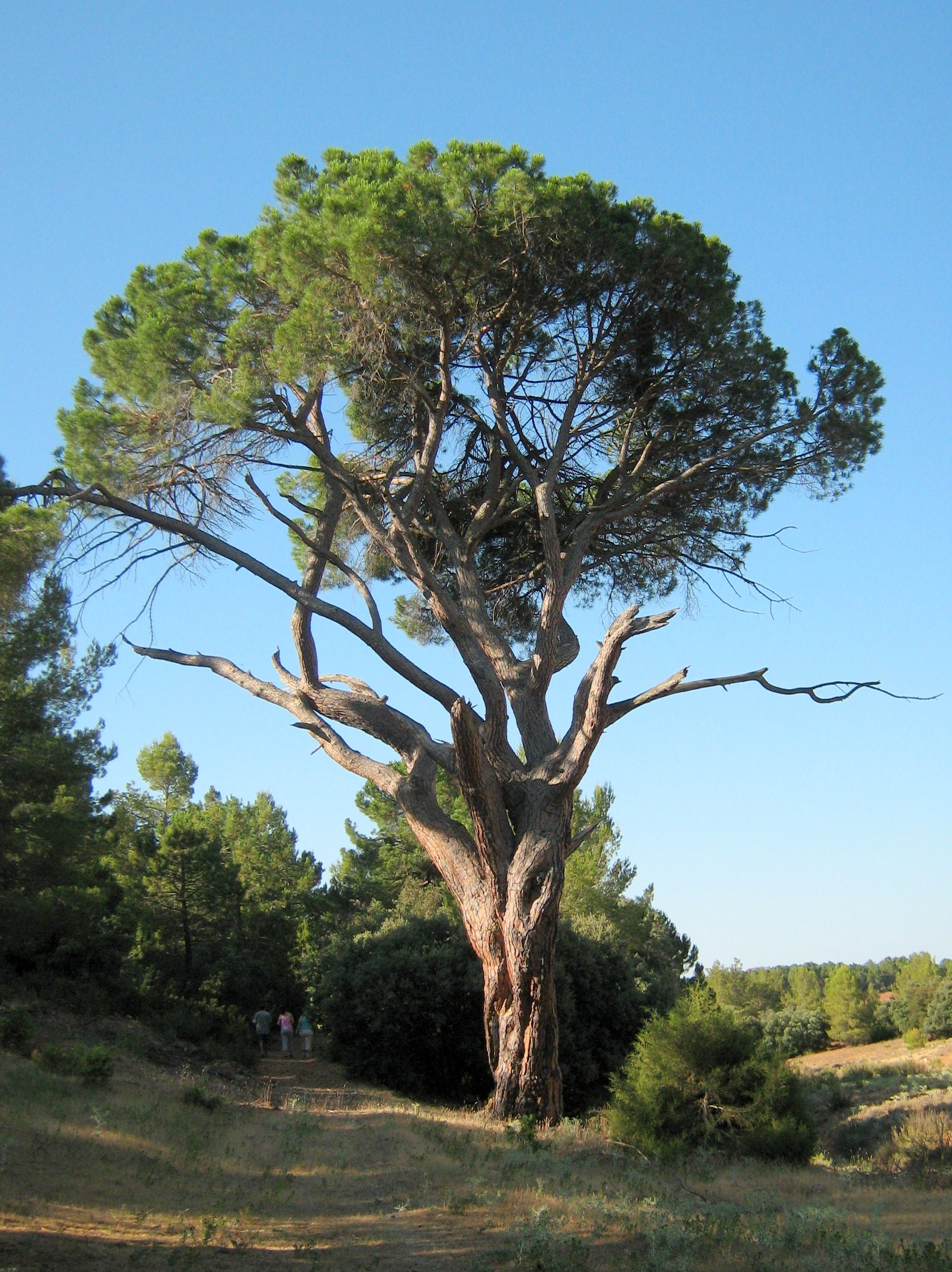
Pino del Guapero. Pino de la especie Pinus pinea con más de quinientos años.

  - Pino del Guapero (más de quinientos años. En Casasola)
  - Carrasca de la Vaca (posiblemente milenaria. En La Molata)
  - Carrasca de la Era (Casasola)
  - La Viga Gorda (Casasola)
  - Pino de la Era (Casasola)
  - Almendro del Molinar
  - Carrasca de Fuente del Pino
  - Carrasca de El Molinar
  - Carrasca Champiñón (Santa Ana)
  - Pino Escoba de Bruja (Casasola)
  - Pino S (Casasola)

- Fuentes y Manantiales (10)
  - Fuente de la Ventosa (lugar de historia medieval, porque es citada ya en las crónicas de Alcaraz, como uno de los hitos que señalaban el lugar donde había un mojón que separaba aquel Alfoz medieval de las tierras de la Orden de Santiago en el siglo XIII)
  - Fuente del Ojo
  - Fuente del Corcho
  - Fuente de las Pilicas
  - Manantial de la Vieja
  - Fuente de Prado Umbela o Prombela (con agua en 2009, pero seca desde 2010)
  - Fuente de la Tobilla (con agua en 2009, pero seca desde 2010)
  - Fuente de El Molinar
  - Fuente de La Molata
  - Fuente-Pozo de Casasola

- Pozos y aljibes (28)
  - Pozo de la Fuente del Pino (con agua fresquísima en cualquier época del año y modernizado con un sistema eléctrico de extracción)
  - Pozo de Santa Ana (con agua)
  - Pozo de Casasola (con agua)
  - Pozos con abrevaderos, en Casasola (con agua)
  - Pozo del Molinar (con abrevadero)
  - Pozo con abrevaderos de (las ruinas) del Molinar de Abajo
  - Pozo de La Molata (con abrevadero)
  - Pozo de La Molata (con invento para recoger el agua de lluvia)
  - Pozos de Las Norias (con agua)
  - Pozo Lope (con agua)
  - Pozo de la Jara (con agua)
  - Pozo de las Fuentes (con agua)
  - Pozo de la Cañadica (seco)
  - Pozo del Guapero (seco)
  - Pozo de la Quebrada (con agua)
  - Pozo de los pinos de la Quebrada (con agua)
  - Pozo de los Perenales o del tío Ambrosio (con agua)
  - Pozo del Huerto (con agua)
  - Pozo de los Prados (con agua)
  - Pozo del Lavajico (con agua)
  - Pozo Asensio (seco y lodado)
  - Pozo de las Lastras (con agua)
  - Pozo de las Charcas (con agua)
  - Pozo de la Cueva de Nicolás (seco)
  - Pozo de las Pocicas Blancas (con agua)
  - Pozos de la Fuente del Pino (dos, secos)
  - Aljibe de La Molata (con invento para recoger el agua)
  - Otros pozos cercanos: Pozo Anguí (aunque los lugareños dicen que es un punto que limita los términos de Ayna, Alcadozo y Peñascosa, si miramos en los mapas se encuentra en término de Ayna)

- Otras construcciones singulares relacionadas con el agua (8)
  - Balsa del Lavaerete
  - Balsa del Cerro Comino
  - Acequia del Lavaerete
  - Acequia de la Fuente del Ojo
  - Lavadero de la Fuente del Ojo (todavía se sigue utilizando)
  - Noria de sangre de La Herrería (restos)
  - La Mina
  - Depósito Viejo de Alcadozo

- Lavajos y tollos (8)
  - Lavajo de la Jara
  - Lavajo de Casasola
  - Lavajo de la Herrería
  - Lavajo de La Quebrada
  - El Lavajico (La Molata)
  - Los Lavajones (Dos lavajos gemelos, en Casasola)
  - Las Pocicas
  - El Tollo (o Tollón)

- Calderones y pozas (6). Los calderones son oquedades en la roca, que en su día servían para recoger agua de lluvia. Algunos son naturales, pero otros por la perfección en su circunferencia, se nota la mano del hombre. Hoy día se siguen utilizando por algunos pastores para beber agua.
  - Los Calderones
  - Calderón del Moro (tiene unos petroglifos)
  - Calderón del Molar del Molinar
  - Calderón de los Pelaos
  - Poza de San Pascual
  - Poza del Molar del Molinar

- Cuevas, abrigos y simas (14)
  - Cueva Redonda (catalogada como yacimiento de Rambla del Fontanar)
  - Cueva Larga (catalogada como yacimiento Corral de Bernardino)
  - Cueva del Calderón del Moro (catalogada como yacimiento del mismo nombre). También conocida como cueva del Tío Juan (habitada hasta mediados del siglo XX por una familia de carboneros)
  - Cueva de la Peña del Mochuelo (catalogada como yacimiento Rambla de la Jara)
  - Cueva de Nicolás (catalogada como yacimiento Rambla de Moriscote)
  - Cueva de la Rambla de la Quebrada
  - Cueva de la Rambla de la Jara
  - Cuevas de las Concepciones (dos)
  - Cueva Molar del Molinar o Molar Gordo
  - Cueva del Molar de Santa Ana
  - Abrigo del Molar de Santa Ana
  - Abrigo del Molaerete de San Pascual
  - La Simica
  - Otras cuevas y simas cercanas de interés: cuevas de la Morra (tres), cueva del Rincón Oscuro, cueva de Fuentealbilla y Sima de La Morra en el término de Liétor, Cuevas de Marianete (dos) y Covarrubia en el término de Peñas de San Pedro.

- Cucos y chozas (30)
  - Cuco de los Cardadores o Cardeales
  - Cuco de San Pascual
  - Cuco Quines
  - Cuco Fidel
  - Cuco Ponciano
  - Cuco Ponciano (II)
  - Choza de Juanfra
  - Cuco de Anastasio
  - Choza de Fusia
  - Cuco de Evelio
  - Cuco de Evelio (II)
  - Cuco de Longino
  - Cuco de Porfideo
  - Cuco de Vicente
  - Chozas del Espino
  - Choza del Llano
  - Choza de los Chaparrales
  - Cuco Pizarro
  - Cuco de Herminio
  - Cuco de Guillermo
  - Cuco de José del Valero
  - Cuco de Joaquín Cuerda
  - Cuco de Pedro Cuerda
  - Cuco de Federo
  - Cuco de Aroca
  - Cuco de Guillermo
  - Cuco del Gallete
  - Cuco de Gerardo
  - Cuco de los hermanos Periquín
  - Cuco de Joaquín
  - Otros cucos cercanos de interés: Cuco de la Salobrica (término de Liétor, cerca de Moricote), Cuco de Pepe Genara, Cuco del Tío Manuel, Cuco de Esteban y Cuco de Víctor (término de Ayna, cerca de La Herrería), Cuco de Ángel Cuerda (término de Peñas de San Pedro, cerca de El Molinar), Cuco de Juan Galán (término de Pozohondo)

- Apriscos, corrales y otras construcciones singulares (9)
  - Aprisco de El Molinar
  - Corral de la Ramblica
  - Corral de los Pelaos
  - Corral de la Jaretilla
  - Corral de la Ventosa
  - Corral de Pedro Ruiz
  - Corral de la Torquita
  - Corral de Fausto
  - Aldea desaparecida de Pozo Lope (restos)

- Hornos (3)
  - Horno de la Molata
  - Horno de Santa Ana
  - Horno de El Molinar (restos)

- Caleras (6)
  - Calera del Paso
  - Calera de la Sierra San Antón
  - Calera del Lavaerete
  - Calera del Pinarete
  - Calera del Agua
  - Calera del Cerro Orea

- Caminos singulares (incluidos los de herradura) (7)
  - Camino Real
  - Camino de la Vereda de Moriscote
  - Camino de Bogarra
  - Camino de Santa Ana a El Sahuco
  - Camino de Santa Ana a Fuente del Pino
  - Camino de Fuente del Pino a El Sahuco
  - Camino de las Rodadas

- Cerros, collados y formaciones rocosas singulares (8)
  - Cerro de la Ventosa (punto más alto del término: 1.290 metros)
  - Collado de Bogarra
  - Collado de El Fontanar
  - El Peñoncico
  - Peña del Mochuelo
  - Molar del Molinar o Molar Gordo (Yacimiento Argárico)
  - Molar de Santa Ana
  - Molaerete de San Pascual

- Formaciones arenosas singulares (2)
  - Las Terreras
  - Collado de los Gorrinos

## Folclore, costumbres y eventos
- 3 de febrero: San Blas. Se sale de merienda al campo. El lugar típico son Las Terreras.
- 1 de mayo: fiesta en honor al copatrón San Ricardo.
- 15 y 16 de mayo: fiestas en honor al patrón San Isidro Labrador.
- 8 de diciembre: fiestas en honor a la patrona, la Purísima Concepción.
- 13 de diciembre: Santa Lucía.